# Daptonema tenuispiculum
Daptonema tenuispiculum är en rundmask som beskrevs 1918 av E. Ditlevsen. Den ingår i släktet Daptonema och familjen Xyalidae. Arten är reproducerande i Sverige.